# Barão Stafford

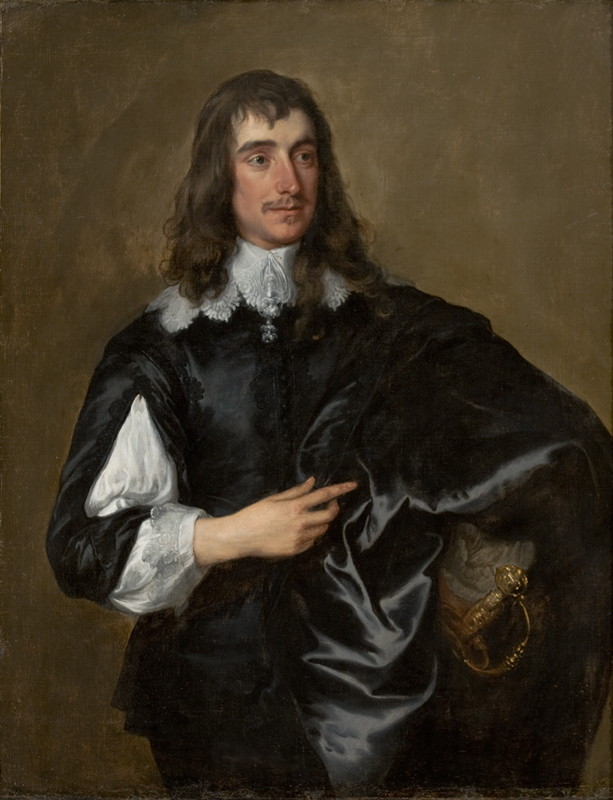
William Howard,
1.º Visconde Stafford

Barão Stafford, que se refere a Stafford, é um título que foi criado por algumas vezes no Pariato da Inglaterra. No século XIV, os barões de primeira criação foram feitos condes. Aqueles de quinta criação tornaram-se primeiros viscondes e então condes.

## História do título
A primeira criação foi feita em 1299 por Edmond de Stafford. Seu sucessos, o segundo barão, foi feito earl, e o sexto earl foi nomeado para o Ducado de Buckingham. O segundo Duque de Buckingham foi executado por traição e seus títulos foram declarados caducos. Seu filho foi restaurado como terceiro Duque, mas ele também foi executado por traição, perdendo seus títulos.
Uma segunda criação foi feita para Richard Stafford, que havia criado o baronato Stafford para Clifton. Com a morte do quarto barão, aquele título caiu em pendência. A próxima criação foi feita para Sir Hugh Stafford, filho de Hugh Stafford, 2.º Conde de Stafford em 1411. Ele havia casado com Elizabeth Bouchier, que sucedeu ao baronato de Bouchier. Hugh foi chamado ao parlamento, ao invés de sua esposa, como Barão Stafford. Com a sua morte, o título tornou-se extinto visto que ele não deixou nenhum herdeiro. A quarta criação foi em 1547 para Henry Stafford. Em 1558, seu título foi reconhecido como portador de precedência a partir de 1299, então ele, de fato, é o 10º Barão.
A criação final do título veio em 1640, em favor de William Howard. Ele era o terceiro e mais jovem filho de Thomas Howard, 21.º Conde de Arundel, neto de Thomas Howard, 4.º Duque de Norfolk. Ele casou-es com Mary Stafford, única irmã de Henry Stafford, 5.º Barão de Stafford (da criação de 1547, que é considerada extinta após a morte do tio de Mary, o sexto Barão, por volta de 1640). Em 12 de setembro de 1640, William Howard recebeu o título de Barão Stafford, que na falta de herdeiros homens, foi para os herdeiros de suas esposa Mary, com o precedente do baronato de 1547. No mesmo dia, Mary foi nomeada Baronesa Stafford em seu próprio direito. O título era somente enquanto viva. Dois meses mais tarde, em 11 de novembro, William Howard foi nomeado Visconde Stafford. 
Stafford mais tarde foi acusado de estar envolvido na trama de Titus Oates, no qual provas forjadas foram usadas para provar uma suposta conspiração católica contra o Rei Carlos II de Inglaterra. Em 1678, ele foi logrado e perdeu seus títulos. Em 1680, ele foi cassado pela Câmara dos Comuns e executado. Após a ascensão do católico Jaime II, Mary, a Baronesa Stafford, foi nomeada Condessa Stafford enquanto viva, em 1688. No mesmo dia, seu filho mais velho, Henry Stafford-Howard, foi nomeado Earl de Stafford, com direitos para seus irmãos John e Francis. No entanto, não foi permitido a ele suceder como barão ou visconde de Stafford, visto que estes títulos estavam ainda em prescrição.
Henry foi sucedido pelo seu sobrinho, o segundo Earl (o filho mais velho de John). Ele foi sucedido por seu filho, o terceiro Earl. Quando ele morreu sem filhos, o título passou para seu tio, o quarto Earl. Ele também não teve filhos e, quando de sua morte, em 1762, o título tornou-se extinto (o título de visconde de Stafford também formalmente foi extinto, embora o título estivesse em proscrição). A reclamação pelo baronato de Staffor passou para a sobrinha do Earl, Anastasia, a sexta Baronesa Stafford de jure. Ea era a filha do segundo Earl de Stafford. No entanto, Anastasia não teve filhos e, quando morreu em 1807, a reivindicação passou para seu primeiro primo, Sir William Herningham, 6º Barão de Cossey). Ele era o filho de Sir George Jerningham, 5º Barão, e sua esposa Mary, Lady Jerningham, filha de Mary Plowden, irmão do quarto Earl de Stafford.
Jerningham morreu em 1809 quando a reivindicação passou para seu filho Sir George William Jerningham, 7º Barão. Ele peticionou à Câmara dos Lordes por uma reversão à proscrição. Em 1824, a proscrição do primeiro Barão foi completamente revertida e, em 6 de julho de 1825, a Câmara dos Lordes decidiu que Jerningham tinha razão em sua reivindicação ao baronato. Ele foi convocado ao Parlamento no mesmo ano como o oitavo Barão Stafford. Em 1826, ele assumiu o sobrenome adicional de armas de Stafford. Ele foi sucedido por seu filho mais velho, o nono Barão. Ele havia anteriormente representado Pontefract na Câmara dos Comuns. Quando ele morreu, os títulos passaram para seu sobrinho, o décimo Barão, e então para o seu irmão, o décimo primeiro barão. Com a morte do décimo primeiro Barão em 1913, o baronato e o título de baronete foram separados. O título de baronete foi passado de Sir Henry William Stafford Jerningham, 11º Baronete (cujo título , com sua morte em 1935, tornou-se extinto).
O baronato, que poderia ser herdado através de linhas femininas, foi passado para o sobrinho do Barão, Francis Edward Fitzherbert, o décimo segundo Barão. Ele era o filho de Emily Charlotte, (irmão do décimo e do décimo primeiro Barões) e seu marido era Basil Thomas Fitzherbert. Ele asumiu em 1913 o sobrenome adicional de armas de Stafford. Ele, então, foi sucedido por seu irmão mais novo, o décimo terceiro Barão. Ele foi um almirante da Marinha Real Britânica. Com sua morte, o título passou para seu sobrinho, o décimo quarto Barão. Em 2010, o baronato pertencia ao seu filho, décimo quinto Barão, que sucedeu seu pai em 1986.
A sede da família Jerningham, que possuiu o título de 1825 a 1913, era em Costessey Hall em Norfolk. A sede da família Fitzherbert é Swynnerton Hall, em Swynnerton, perto de Stone, Staffordshire.